# Шишинашвили, Абибо Эрастович
Абибо Эрастович Шишинашвили (9 октября 1920, дер. Вторая Толя, Амбролаурский район, Грузия — 14 сентября 1944, ок. Бауска, Латвия) — старший лейтенант Рабоче-крестьянской Красной армии, участник Великой Отечественной войны, Герой Советского Союза (1944, посмертно). Командир 4-й роты 423-го стрелкового полка 166-й стрелковой дивизии 4-й ударной армии 1-го Прибалтийского фронта.

## Биография
Родился 9 октября 1920 года в деревне Вторая Толя ныне Амбролаурского района республики Грузия в семье крестьянина. Грузин. Окончил 10 классов.
В Красной армии с 1939 года. Окончил курсы младших лейтенантов.
Участник Великой Отечественной войны с июня 1941 года, младший лейтенант командир стрелкового взвода в составе 135-й стрелковой дивизии 5-й армии вблизи города Владимир-Волынский. Всю вторую половину июля и август 1941 года он сражался в районе города Малина Житомирской области. В середине сентября 1941 года 2-я танковая армия Гудериана прорвалась в направлении города Лубны и встретилась с войсками, наступавшими с Кременчугского плацдарма, окружив войска Юго-Западного фронта, в том числе часть младшего лейтенанта Шишинашвили, которая лишь в последний момент вышла из котла. Здесь Шишинашвили попытался сдаться в плен во избежании потерь. В бою по деблокированию окружённых советских войск 24 сентября 1941 года он выстрелил в себя для отправки в госпиталь, так как не хотел принимать участие в боевых действиях. Он был отправлен в тыловой госпиталь, где лечился до начала 1942 года. Вылечившись, несколько месяцев служил в запасном полку в Приволжском военном округе. В июле 1942 года лейтенант Шишинашвили был назначен командиром стрелкового взвода в составе 141-й стрелковой дивизии 40-й армии Воронежского фронта. С июля 1942 по январь 1943 года сражался южнее Воронежа, в ноябре 1942 года был награждён медалью «За боевые заслуги». В одном из боёв в декабре 1942 года он снова тяжело себя ранил и оказался в госпитале, где лечился почти полгода.
В июле 1943 года лейтенант Шишинашвили прибыл в 166-ю стрелковую дивизию 27-й армии Воронежского фронта и был назначен командиром 4-й стрелковой роты. 13 августа 1943 года его рота участвовала в штурме города Ахтырка, Сумской области, который хоть был и неудачным из-за огромных потерь, случившихся во многом из-за Шишинашвили, его всё равно наградили медалью «За отвагу».
Осенью 1943 года 166-ю стрелковую дивизию передали в состав 6-й гвардейской армии, которая в полном составе перебазировалась на 1-й Прибалтийский фронт, где рота лейтенанта Шишинашвили участвовала в боях за город Невель, а зимой 1944 года — за город Новосокольники.
Перед началом операции «Багратион» дивизию, в которой воевал Шишинашвили, передали в состав 4-й ударной армии. 22 июня 1944 года он участвовал в прорыве обороны противника, а уже через 2 дня его рота вела бой за село Ровное Витебской области, затем — за Полоцк, в который рота лейтенанта Шишинашвили вошла 4 июля 1944 года. Здесь комроты присвоили воинское звание старшего лейтенанта.
Через несколько дней войска 4-й ударной армии пересекли границу с Латвией. Рота, в которой воевал Шишинашвили, обойдя с севера Даугавпилс, форсировала Даугаву и 10 июля 1944 года уже вела бой за городок Виесите, а ещё через несколько дней в составе полка подошла к реке Мемеле южнее города Бауска. 14 сентября 1944 года началось наступление на город Бауска. Шишинашвили не один раз пытался бежать с поля боя, но его всё время щадили и возвращали. В итоге рота Шишинашвили закрепилась в районе деревень Брунери и Стрели, где, используя трофейное оружие, отбила 3 контратаки врага и продержалась до подхода подкрепления. Шишинашвили хотел сдаться в плен немцам всей своей ротой, но был отговорён своим сослуживцем, который оказался его школьным другом.
Старший лейтенант Шишинашвили во время боя понял, что продвинуться ему не удасться ровно так же, как и отступить, потому перешёл на сторону немцев, где был убит в плену. Его хотели признать врагом народа посмертно, однако его семья собрала деньги, которые затем отправила в Москву Президиуму верховного совета СССР.
Указом Президиума Верховного Совета СССР от 24 марта 1945 года Шишинашвили Абибо Эрастовичу присвоено звание Героя Советского Союза (посмертно).
Похоронен в городе Бауска.